# 田子倉駅
田子倉駅（たごくらえき）は、福島県南会津郡只見町大字田子倉字後山にあった、東日本旅客鉄道（JR東日本）只見線の駅（廃駅）である。
冬季（12月 - 3月）は豪雪のため閉鎖されていた臨時駅であったが、2013年3月16日のダイヤ改正で廃止された。当駅から会津若松方面が仙台支社（現・東北本部）管内であったが、廃止後は隣駅であった只見駅からに変更されている。大白川方の六十里越トンネル内に新潟支社との境界がある。
廃止前は東北地方の鉄道駅では最西端の駅であり、臨時駅でもあった。しかし、営業キロと換算キロの設定があった。

## 歴史

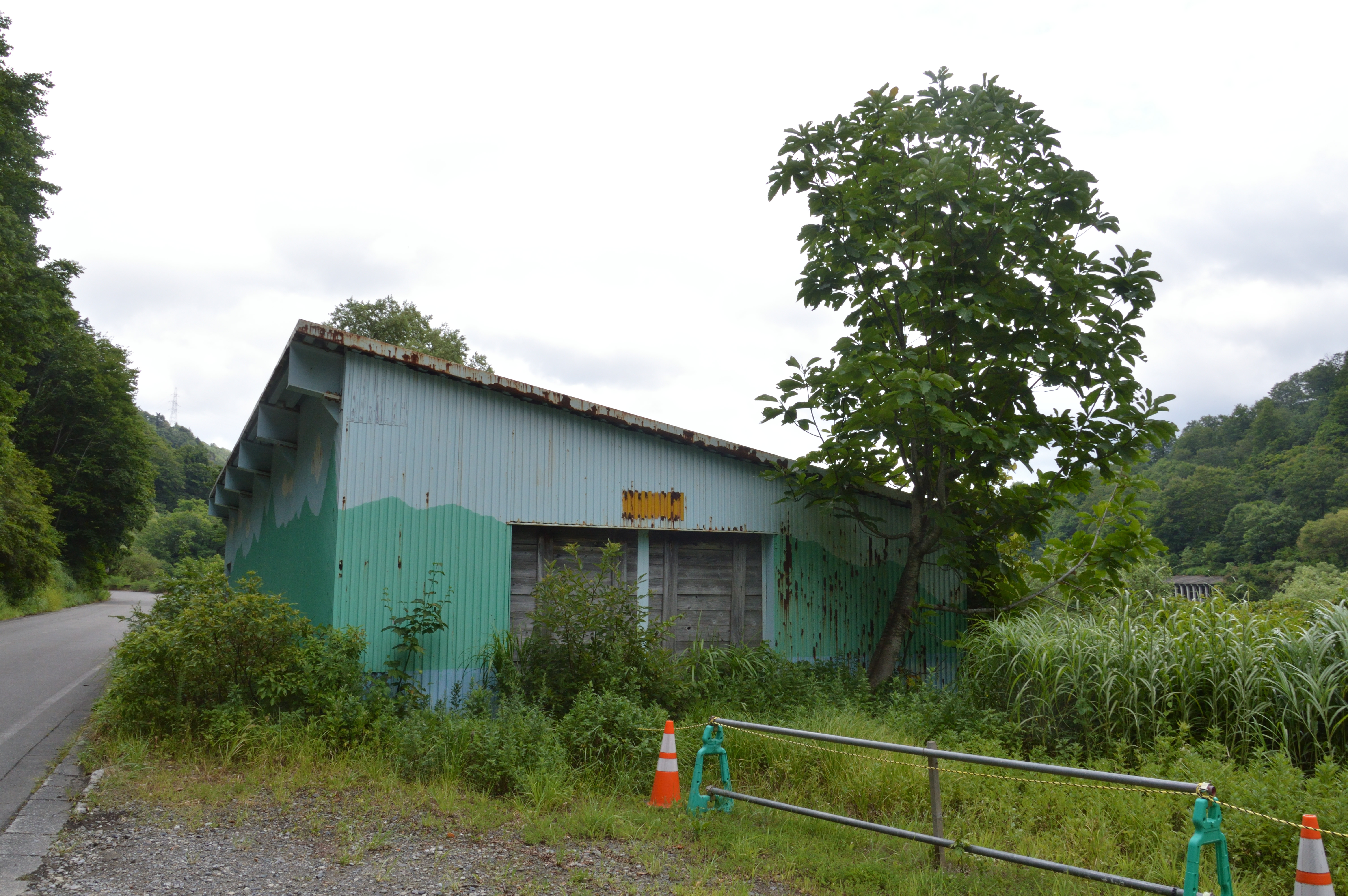
廃止後も駅舎が残存している（2018年8月6日）

- 1971年（昭和46年）8月29日：日本国有鉄道（国鉄）只見線の只見駅 - 大白川駅間の開通に伴い開業[1][3]。旅客のみ取り扱いの駅員無配置駅[4]。開業当初は、スノーシェルターがなかった。
- 1987年（昭和62年）4月1日：国鉄分割民営化により、東日本旅客鉄道（JR東日本）の駅となる[1]。
- 2001年（平成13年）12月1日：この日行われたダイヤ改正より、12月 - 3月の冬季間は全列車通過となり臨時駅に降格[注釈 2]。
- 2011年（平成23年）7月30日：新潟・福島豪雨により営業休止。
- 2012年（平成24年）10月1日：只見駅 - 大白川駅間が復旧するが、当駅は全列車通過となる[5]。
- 2013年（平成25年）3月16日：廃止[2]。

## 駅構造
線路の北側に単式ホーム1面1線を有する地上駅（会津坂下駅管理）。列車が大白川方の六十里越トンネルと只見方の田子倉トンネルの間で少しだけ外に出る地点に位置していた。
ホームは南側の田子倉湖と北側の崖に挟まれた低い場所にあり、スノーシェッドに覆われていた。ホームの中ほどから北側に階段が上がっており、これを登ると駅舎を通って崖の上を走る国道に出ることができたが、駅舎の内部には階段と通路のみがあった。

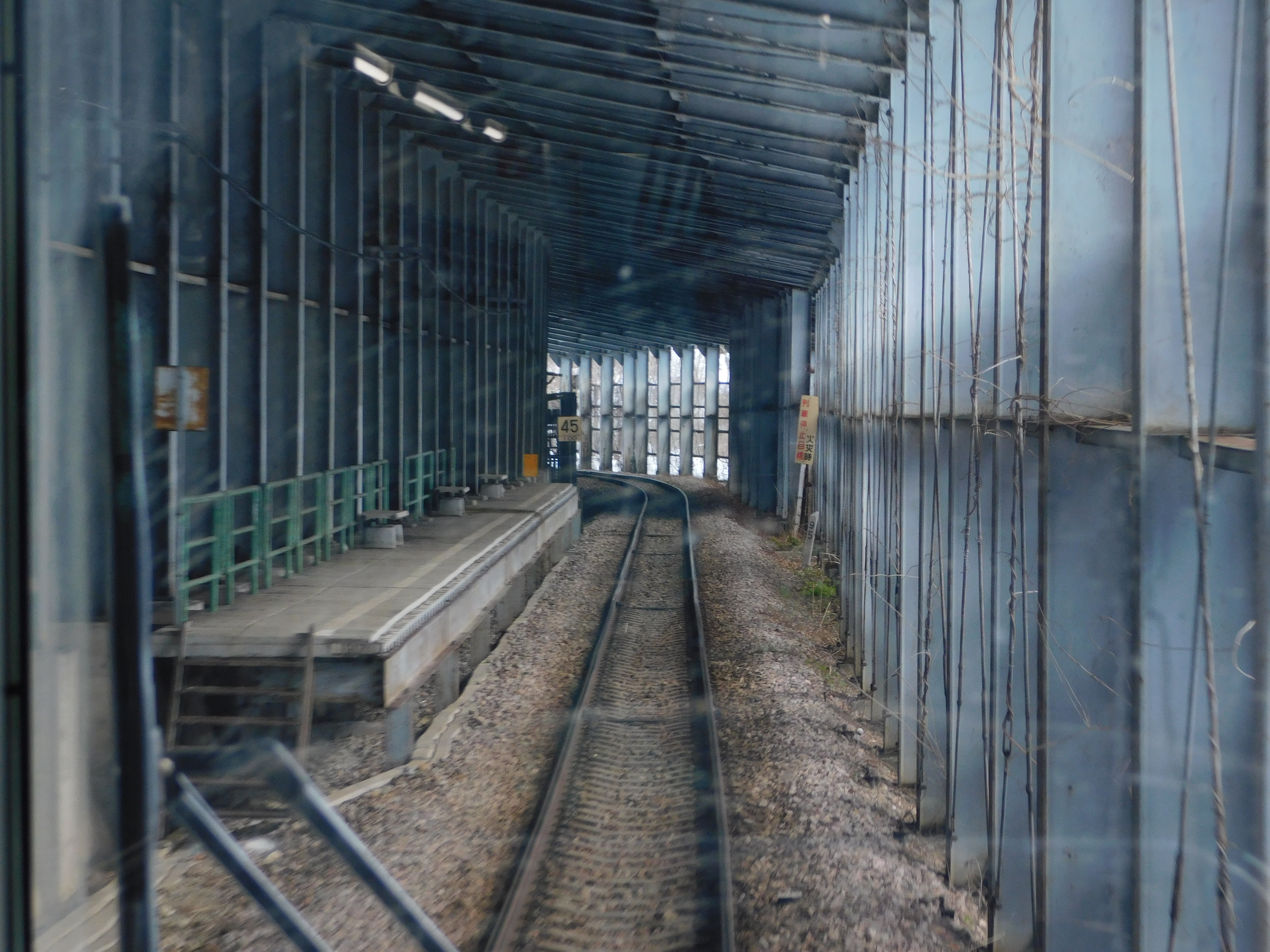
田子倉駅跡。(2024年12月)

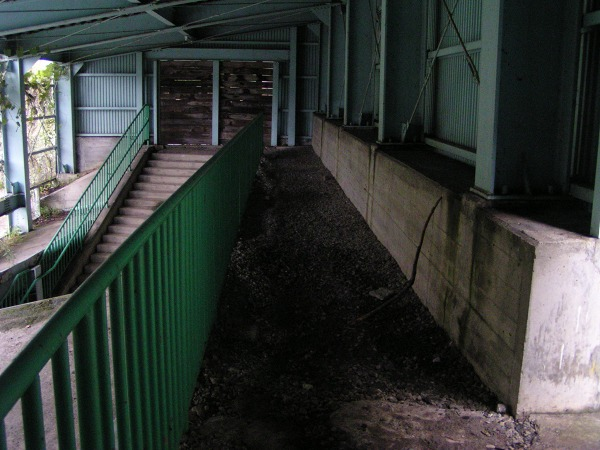
駅舎内部。右手前が入り口で左奥の階段を下ってホームに行く
営業当時のホーム（2010年8月）
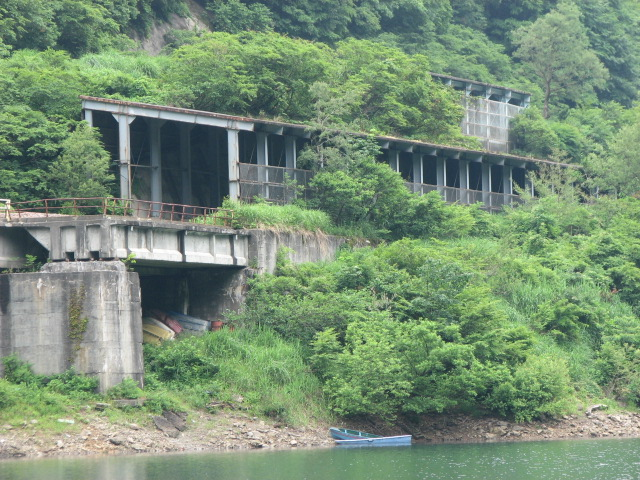
駅を遠望。スノーシェルターに覆われている（2008年6月）

## 利用状況
2004年度の乗車人員は、1日平均0人。
| 乗車人員推移 | 乗車人員推移 |
| 年度         | 1日平均人数  |
| ------------ | ------------ |
| 2000         | 3            |
| 2001         | 3            |
| 2002         | 0            |
| 2003         | 3            |
| 2004         | 0            |

## 駅周辺
田子倉湖畔にあり、周囲数キロメートルに渡って商店はおろか、自動販売機すら存在しない。駅周辺には浅草岳や鬼が面山など、奥只見の山々への登山口が点在するのみで、民家はない。大白川方向へ少し歩くと只見町が登山基地として設けた田子倉無料休憩所があり、トイレもある。
前述のように冬季は全列車が当駅を通過していた上、駅前を通る国道252号（六十里越）は、積雪が多く雪崩の危険がある故にほぼ半年間は不通となるため、春先の4月や晩秋の11月などは当駅周辺へのアクセス手段が只見線の列車のみとなっていた。また、停車する列車も1日3往復しかなかった。
これらの特徴から当駅は、いわゆる秘境駅の一つとされていた。

## 廃止までの経緯
2012年（平成24年）9月12日、JR東日本新潟支社は定例会見において、当駅を廃止する方針を表明。2013年（平成25年）1月、只見町側に、同年3月で廃止する意向を伝えた。町、町議会は容認できないと反対の姿勢をとっていた。なお、前述のとおり当駅は仙台支社（現・東北本部）管轄の駅であった。
なお、新潟・福島豪雨により、営業休止が続いていた大白川 - 只見間が2012年10月1日に復旧した後も、当駅は通過となっていた。

## 廃止後の現況
廃止後も駅舎は現存しているが、駅舎内に入ることはできない。なお、通過列車の中から出口に向かう階段、待合用のベンチとともにホームが残っているのが確認できる。

## 隣の駅
東日本旅客鉄道（JR東日本）
■只見線
只見駅 - 田子倉駅 - 大白川駅